# Lietzow (Meklemburgia-Pomorze Przednie)
Lietzow – gmina w Niemczech w kraju związkowym Meklemburgia-Pomorze Przednie, w powiecie Vorpommern-Rügen, wchodząca w skład urzędu Bergen auf Rügen.

## Toponimia
Nazwa pochodzenia połabskiego, odosobowego, od imienia Lis.